# Wu Shaohong
Wu Shaohong (chiń. 伍少红) – chińska brydżystka, World Master w kategorii Open oraz World Life Master w kategorii  Kobiet (WBF).

## Wyniki brydżowe

### Zawody światowe
W światowych zawodach zdobyła następujące lokaty:
| Mistrzostwa Świata. Konkurencja teamów | Mistrzostwa Świata. Konkurencja teamów | Mistrzostwa Świata. Konkurencja teamów | Mistrzostwa Świata. Konkurencja teamów | Mistrzostwa Świata. Konkurencja teamów | Mistrzostwa Świata. Konkurencja teamów |
| Rok                                    | Miejsce                                | Zawody                                 | Kategoria                              | Drużyna                                | Pozycja                                |
| -------------------------------------- | -------------------------------------- | -------------------------------------- | -------------------------------------- | -------------------------------------- | -------------------------------------- |
| 2014                                   | Sanya                                  | 14. Seria Mistrzostw Świata            | Kobiety                                | China Red                              | 2                                      |
| 2014                                   | Sanya                                  | 14. Seria Mistrzostw Świata            | Miksty                                 | Gz. Zhaoheng1                          | 17                                     |
| 2008                                   | Pekin                                  | 1. Olimpiada Sportów Umysłowych        | Miksty                                 | Shenzhen                               | 9                                      |
| 2007                                   | Szanghaj                               | 38. Mistrzostwa Świata Teamów          | Trans                                  | Jiefang-Heji                           | 117                                    |

| Mistrzostwa Świata. Konkurencja par | Mistrzostwa Świata. Konkurencja par | Mistrzostwa Świata. Konkurencja par | Mistrzostwa Świata. Konkurencja par | Mistrzostwa Świata. Konkurencja par | Mistrzostwa Świata. Konkurencja par |
| Rok                                 | Miejsce                             | Zawody                              | Kategoria                           | Partner                             | Pozycja                             |
| ----------------------------------- | ----------------------------------- | ----------------------------------- | ----------------------------------- | ----------------------------------- | ----------------------------------- |
| 2014                                | Sanya                               | 14. Seria Mistrzostw Świata         | Kobiety                             | Zhang Yu                            | 5                                   |
| 2014                                | Sanya                               | 14. Seria Mistrzostw Świata         | Miksty                              | Wu Haotian                          | 116                                 |
| 2010                                | Filadelfia                          | 13. Mistrzostwa Świata              | Miksty                              | Zhou Jiahong                        | 11                                  |
| 2010                                | Filadelfia                          | 13. Mistrzostwa Świata              | Kobiety                             | Wang Ping                           | 7                                   |

## Klasyfikacja
- Wu Shaohong – klasyfikacja WBF (ang.)